# بارنت كيلمان
بارنت كيلمان (بالإنجليزية: Barnet Kellman)‏ هو مخرج وممثل أمريكي، ولد في 9 نوفمبر 1947 في الولايات المتحدة. من الجوائز التي نالها جائزة الإيمي برايم تايم وجائزة نقابة المخرجين الأمريكيين.

## جوائز
- جائزة الإيمي برايم تايم
- جائزة نقابة المخرجين الأمريكيين

## وصلات خارجية
- بارنت كيلمان على موقع IMDb (الإنجليزية)
- بارنت كيلمان على موقع ألو سيني (الفرنسية)
- بارنت كيلمان على موقع أول موفي (الإنجليزية)
- بارنت كيلمان على موقع قاعدة بيانات الأفلام السويدية (السويدية)
- بارنت كيلمان على موقع قاعدة بيانات الفيلم (الإنجليزية)
- بارنت كيلمان على موقع كينوبويسك (الروسية)